# Pacajá
Pacajá is een gemeente in de Braziliaanse deelstaat Pará. De gemeente telt 44.778 inwoners (schatting 2015).

## Aangrenzende gemeenten
De gemeente grenst aan Anapu, Baião, Novo Repartimento, Portel en Tucuruí.